# Phare de l'îlet de Petite-Terre
Le phare de l'îlet de Petite-Terre est le plus ancien phare de la Guadeloupe. Il est situé sur l’île de Terre-de-Bas (dans les îles de la Petite-Terre), au sud-sud-ouest de l'île de La Désirade (dans la commune de même nom), et au sud-est de la Pointe des Châteaux à Saint-François sur l'île de la Guadeloupe.
L'îlet de Petite-Terre n'est plus habité depuis qu'en 1972 les derniers habitants ainsi que le gardien du phare et sa famille ont quitté l'île, le phare ayant été automatisé.
Le phare fait l’objet d’une inscription au titre des monuments historiques depuis le 28 mars 2002. Il est classé réserve naturelle. Le phare et son sol d'assiette c'est-à-dire son enclos en pierres sèches, la citerne, les appentis qui servaient d'habitat et de cuisine, sont protégés .

## Historique
En 1826, la famille Thionville originaire de La Désirade se voit accorder, par Charles X, la concession de l'île. En contrepartie, les Thionville doivent assurer le passage des bateaux au large de Petite Terre afin qu'il ne s'échouent pas. Ils doivent par exemple allumer de grands feux de bois tous les soirs pour signaler l'île aux marins.
Le commerce maritime et la pêche s'étant intensifiés entre les îles et l’Europe, le travail de balisage et de signalisations des terres est vite devenue une priorité. C'est pour cette raison que fut érigé en 1840 le premier phare de la Guadeloupe sur l’îlet de Petite-Terre. Il fut appelé localement : phare du bout du monde.

## Géographie
« L’îlet de la Petite-Terre » (également appelé « Terre-de-Bas » ou officiellement « Terre-de-Bas de la Petite-Terre ») est l’île la plus au sud de la commune de La Désirade dont elle fait partie administrativement. C'est également la plus grande des deux îles de la Petite-Terre, celle située au sud (l'autre îlet étant celui de « Terre-de-Haut » ou officiellement « Terre-de-Haut de la Petite-Terre »).
Ces îles de la Petite-Terre, toutes deux aujourd’hui inhabitées, se situent également à une dizaine de kilomètres au sud-est de la Pointe des Châteaux à Saint-François sur l'île de la Guadeloupe.
Entre ces deux îlets, une étroite passe accessible par l'ouest entre les récifs du Mouton, donne accès à un lagon préservé et protégé permettant le mouillage des navires et l'accostage devant des plages de sable fin, l'est du lagon étant fermé par des récifs dangereux pour la navigation.
C'est sur la plus  grande des deux îles (Terre-de-Bas) que se situe le phare, sur sa côte est face aux récifs coralliens.

## Construction et évolution du phare
La construction a commencé en 1838. Il faut faire venir du continent des pierres calcaires, afin d’édifier la tour et, à sa base, le bâtiment qui abritera les magasins et le logement du gardien.
La tour, qui mesure 20 mètres de hauteur, est de section circulaire. Son sommet est à 35 m au -dessus du niveau de la mer. Le 9 juillet de l'an 1840, le phare est mis en service. 
Le phare dispose initialement d’une lanterne, fabriquée à Paris, qui a coûté 13800 francs et a été transportée par le René. Son éclat est visible jusqu’à 15 milles marins.  
En 1934, un brûleur circulaire, alimenté au pétrole, remplace la lanterne. Le phare est automatisé en 1972 et le dernier gardien quitte les lieux.